# Jáchym Oldřich Slavata z Chlumu a Košumberka
Jáchym Oldřich Slavata z Chlumu a Košumberka (1606 Jindřichův Hradec – 4. května 1645 Bruck an der Mur) byl český šlechtic z rodu Slavatů a držitel vysokého zemského úřadu Českého království.

## Původ a život
Narodil se jako mladší syn Viléma Slavaty z Chlumu a Košumberka (1572–1652) a jeho manželky Lucie Otýlie z Hradce (1582–1633). Jeho starší bratr byl Adam Pavel Slavata (1604–1657).
Studoval na jezuitském gymnáziu v Jindřichově Hradci. Většinou pobýval ve Vídni, kde však měl jen málo prestižní úřad císařského komorníka. Přesto byl tento úřad placený. Komorníkem na dvoře následníka trůnu se stal v roce 1626 a v jeho blízkosti se pohyboval až do své smrti po dobu 19 let. Během tohoto dlouhého období opustil Vídeň jen několikrát na celkem pouhých 30 měsíců. V letech 1635–1645 zastával post nejvyššího dvorského sudího Českého království, který však kvůli své absenci v Praze prakticky nevykonával. Takováto souběžná kariéra v zemských úřadech v Praze a dvorských úřadech ve Vídni byla neobvyklá. Jeho otec, který byl nejvyšším kancléřem Českého království, ho přežil.

## Majetek
Podle závěti matky Lucie Otýlie Slavatové z Hradce z roku 1632 měl pro Jáchyma Oldřicha vzniknout nedělitelný fideikomis, který se opíral o Telč a Stráž nad Nežárkou, zatímco pro prvorozeného Adama Pavla byl určen fideikomis Jindřichův Hradec a Žirovnice. Protože však Adam Pavel Slavata neměl syny, připadl nakonec veškerý majetek nejstaršímu synovi Jáchyma Oldřicha Ferdinandu Vilémovi.

## Rodina
V roce 1627 se oženil s Marií Františkou z Meggau (28. 10. 1609 Vídeň – 22. 9. 1676 Vídeň), dcerou nejvyššího císařského hofmistra Leonarda Helfrída z Meggau a jeho manželky Anny Khuen-Belasi. Sedm jejich dětí, které matka vychovávala německy, se dožilo dospělosti:
- 1. Marie Barbora
  - ∞ Kryštof Filip z Lichtensteina-Castelkornu († 1685)
- 2. Ferdinand Vilém (1. 9. 1630 – 2. 4. 1673)
  - ∞ (1650) Marie Cecílie Renata z Náchoda a Lichtenburku († 1694)
- 3. Kateřina Terezie (6. 7. 1634 – 11. 9. 1673)
  - ∞ (15. 2. 1665) Jan Arnošt z Fünfkirchenu († 1690/1694)
- 4. Anna Lucie (pokřtěna 17. 7. 1637 kostel sv. Michala, Vídeň – 3. 3. 1703 Praha, pohřbena Zásmuky)
  - ∞ (16. 1. 1654) Adolf Vratislav ze Šternberka (1627 Postoloprty – 4. 9. 1703 Zásmuky), pozdější nejvyšší purkrabí Českého království
- 5. Jan Jiří Jáchym (1638 – 1. 7. 1689 Velvary)
  - ∞ (14. 1. 1663 Vídeň) Marie Markéta Ažběta z Trautsonu (11. 7. 1643 Vídeň – 30. 11. 1698, pohřbena v Jindřichově Hradci)
- 6. František Leopold Vilém (1639 – 26. 1. 1691), kanovník v Pasově
  - ∞ Marie Klára Apolonie ze Starhembergu (1664 – 24. 4. 1700)
- 7. Jan Karel Jáchym (13. 1. 1641 – 21. 7. 1712 Řím, pohřben v Římě), generální převor karmelitánského řádu v Římě, poslední mužský člen rodu.

Pro první dva syny byla určena světská kariéra a pro dva mladší syny církevní. Přestože měl Jáchym Oldřich Slavata čtyři syny, smrtí nejmladšího syna Jana Karla Jáchyma rod Slavatů v roce 1712 vymřel po meči. Třetí syn František Leopold Vilém se snažil rod zachránit tak, že si vyprosil dispens, aby mohl opustit duchovní řady, oženil se, avšak brzy nato zemřel.
Po smrti manžela působila Mare Františka na vídeňském dvoře jako hofmistryně. Pohřbena byla v kostel Jména Ježíš v Telči.